# Лыткин, Владимир Владимирович
Владимир Владимирович Лыткин — профессор, доктор философских наук, заведующий кафедрой философии, культурологии и социологии КГУ им. К. Э. Циолковского. Преподаватель Международного космического университета.
Родился 22 июня 1959 года в Калуге. Образование: исторический факультет Калужского государственного педагогического института (1982) и аспирантура Государственного музея истории религии и атеизма (1987).
Член Международной Академии астронавтики (1992) и Американского астронавтического общества (2013).
Автор более 100 научных публикаций, 4 монографий, включая статьи в реферируемых изданиях из списка ВАК и публикации в журналах Web of Science и Scopus.